# Rapazinho-de-colar
Barbudo-de-colar ou rapazinho-de-colar (nome científico: Bucco capensis) é uma espécie de ave galbuliforme.
Pode ser encontrada na região norte da América do Sul, especialmente na Amazônia.